# Jakub Natanson

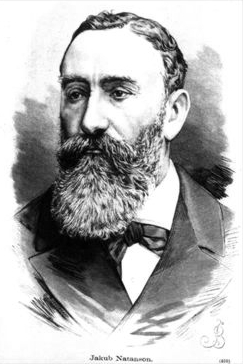
Jakub Natanson

Jakub Natanson (* 20. August 1832 in Warschau; † 14. September 1884, ebenda) war ein polnischer Chemiker und Bankier. 

## Leben
Er war einer der Entdecker von Fuchsin. Natanson schrieb auch das erste Lehrbuch der Organischen Chemie in Polnischer Sprache.
Er war der Sohn eines Bankiers und studierte ab 1852 Chemie an der Kaiserlichen Universität Dorpat mit dem Magister-Abschluss 1856, wobei er in der Magisterarbeit, veröffentlicht 1856 in Liebigs Annalen, Fuchsin synthetisierte. Danach bildete er sich 1858 bis 1862 in Deutschland, Frankreich und Großbritannien bei führenden Chemikern fort und wurde 1862 Professor für Chemie an der Szkoła Główna Warszawska in Warschau. Seine Professur gab er 1866 auf um in die Familien-Bank einzutreten (Bank Handlowy, heute nach Fusion citi-Handlowy.) Er war in der Leitung verschiedener Unternehmen (mit Beteiligungen in Kohlebergbau (bei Sosnowiec), Papier, Zucker, Eisenbahn) und gründete u. a. das Industrie- und Landwirtschaftsmuseum.
1856 fand er zwei neue Harnstoff-Synthesen.
Jakub Natanson starb 1884 mit 52 Jahren in Warschau und wurde dort auf dem Jüdischen Friedhof beigesetzt.

## Veröffentlichungen
- Ueber Substituirung der Aldehydradicale im Ammoniak. In: Annalen der Chemie und Pharmacie. 92, 1854, S. 48–59, doi:10.1002/jlac.18540920105.
- Ueber das Acetylamin und Derivante. // Liebigs Annalen 98 (1856) bzw. Journal für praktische Chemie 1856, S. 242 doi:10.1002/prac.18560670156;
- 1. Ueber zwei neue künstliche Bildungsweisen des Harnstoffs. In: Annalen der Chemie und Pharmacie. 98, 1856, S. 287–291, doi:10.1002/jlac.18560980303.
- 3. Ueber die Anwendung einer Modification der Gay-Lussac'schen Dampfdichtenbestimmungsmethode bei Substanzen mit hohem Siedepunkt. In: Annalen der Chemie und Pharmacie. 98, 1856, S. 301–307, doi:10.1002/jlac.18560980305.
- Empfindlichste Reaction auf Eisen. In: Annalen der Chemie und Pharmacie. 130, 1864, S. 246–246, doi:10.1002/jlac.18641300216.